# Pilot (odrůda jablek)

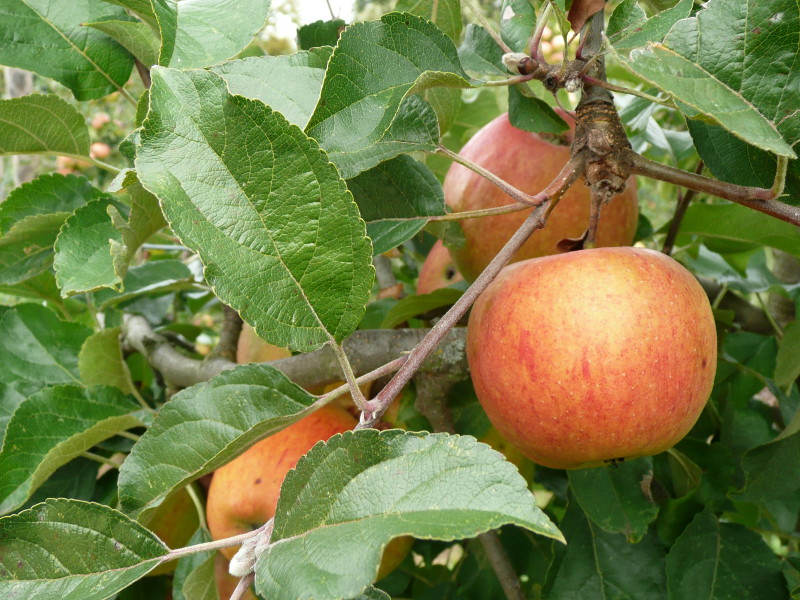

Pilot (Malus domestica ) je ovocný strom, kultivar druhu jabloň domácí z čeledi růžovitých. Plody jsou řazeny mezi odrůdy zimních jablek, sklízí se v říjnu, dozrává v prosinci, skladovatelné jsou do března. Odrůda je považována za rezistentní vůči některým chorobám, odrůdu lze pěstovat bez chemické ochrany.

## Historie

### Původ
Byla vyšlechtěna v Německu. Odrůda vznikla zkřížením odrůd 'Clivia' a 'Undine'. Odrůdu zaregistrovala firma Gevo, Nürtingen, Německo, v roce 2004.

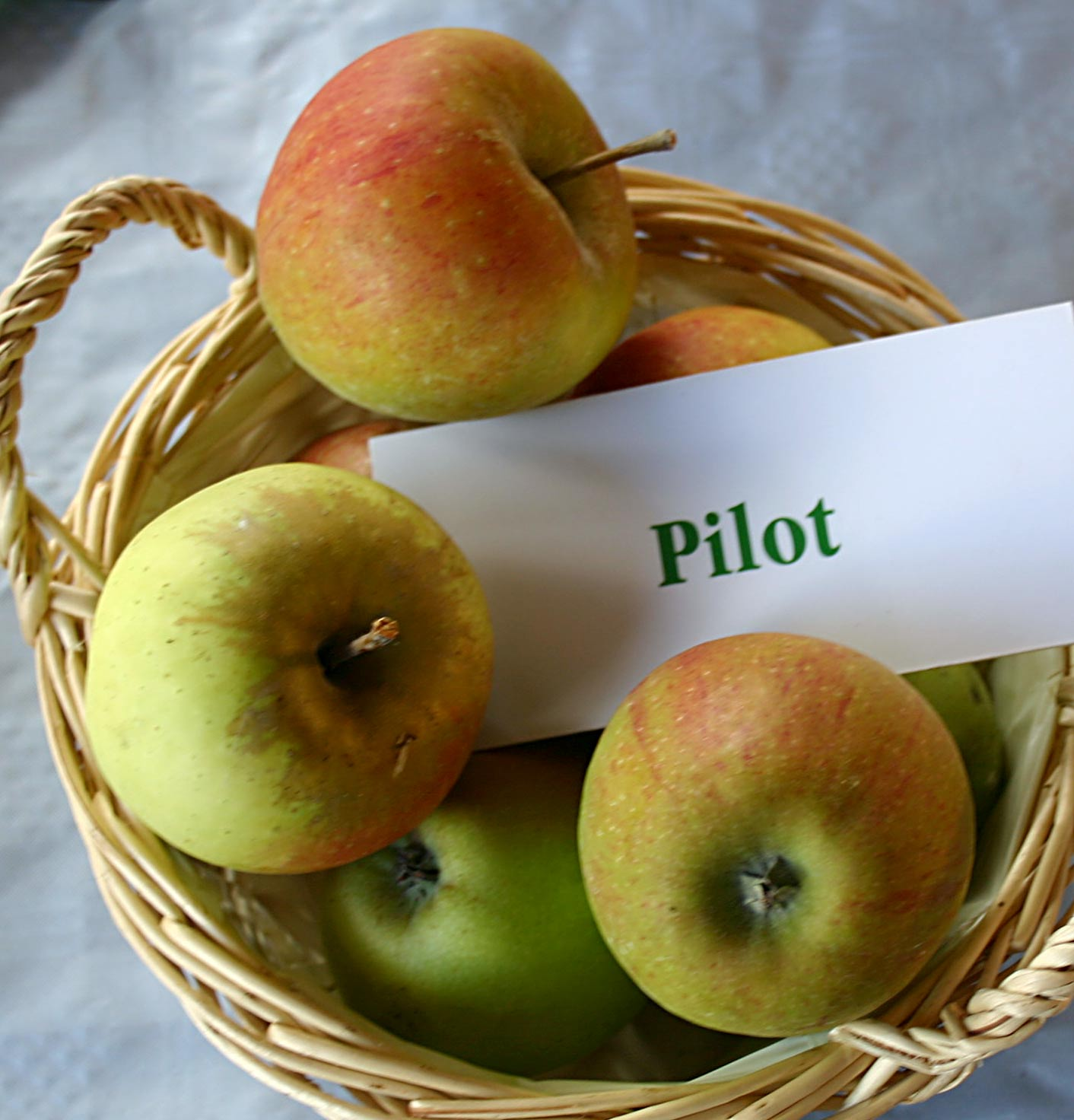

## Vlastnosti

### Růst
Růst odrůdy je středně bujný později slabý. Koruna je vzdušná. Plodonosný obrost je ve formě krátkých výhonů, je třeba probírky plůdků a jarní řez.

## Plodnost
Plodí záhy, hojně a s probírkou i pravidelně.

## Plod
Plod je kuželovitý, střední. Slupka drsná, ojíněná. Žlutozelené zbarvení je překryté červenou barvou s žíháním. Dužnina je krémová, sušší, se sladce navinulou chutí.

## Choroby a škůdci
Odrůda je náchylná k strupovitostí jabloní a k padlí. Vyžaduje chemickou ochranu.

## Použití
Je vhodná ke skladování a přímému konzumu. Odrůdu lze použít do všech teplých poloh. Odrůda Pilot je doporučována pro pěstování na slabě rostoucích podnožích ve tvarech jako zákrsky, čtvrtkmeny a vřetena.